# Белый, Андрей Витальевич
Андрей Витальевич Белый (род. 22 июня 1976, Москва, РСФСР, СССР) — российский архитектор. Член Союза архитекторов России. Член Российского военно-исторического общества. Лауреат Государственной премии Российской Федерации имени Маршала Советского Союза Г.К. Жукова. (2023).

## Биография
В 1999 году окончил Московский колледж архитектуры и менеджмента в строительстве. Руководителем дипломного проекта был Храновский В.К.
В 2002 году окончил Московский архитектурный институт (государственная академия). Бакалавр архитектуры. Во время учебы проходил практику у Мисужникова Л.В, Стефанчука Ю.Ф. Руководителем дипломного проекта был Квасов А. Ф.
В 2005 году начал вести частную практику. В 2009 году открыл «Студию Архитектуры Андрея Белого».
С 2018 года Андрей Белый стал лауреатом более 15-ти творческих конкурсов и реализовал множество архитектурных проектов. Большинство монументальных проектов Андрей Витальевич реализовал в тандеме с известным российским скульптором Алексеем Дмитриевичем Чебаненко.
В 2021 году стал членом Союза архитекторов России (Союз московских архитекторов).
В 2022 году стал членом Российского военно-исторического общества(РВИО).
В 2023 году за работу «Скульптурная композиция «Маршал Советского Союза Василевский А.М.» стал лауреатом премии имени Маршала Жукова. Стоит отметить, что эта премия крайне редко вручается архитекторам и деятелям культуры.
За все время работы главным архитектором Андрей Белый спроектировал и построил более ста объектов различной сложности и степени проработки – это архитектурные памятники, жилые и общественные интерьеры и экстерьеры (в том числе авторская мебель, квартиры, коттеджи, ландшафты, площади).

## Монументальные проекты
| Название                                                                         | Место         | Год  | Соавторы                                               |
| -------------------------------------------------------------------------------- | ------------- | ---- | ------------------------------------------------------ |
| Памятник «Крестителю Карел»                                                      | Сортавала     | 2024 | Скульпторы: Игорь Яворский и Константин Кубышкин       |
| Мемориальная доска Николаю Ивановичу Шаклеину                                    | Киров         | 2024 | Скульптор: Чебаненко А.Д.                              |
| Памятник ученому, востоковеду, исследователю истории и археологии Л.Р. Кызласову | Абакан        | 2024 | Скульптор: Чебаненко А.Д.                              |
| Архитектурно-скульптурная композиция «Подвигу женщин»,                           | Парк Патриот  | 2024 | Скульптор: Чебаненко А.Д.                              |
| Памятник «Воинам – участникам СВО»                                               | д. Кузьминичи | 2024 | Скульптор: Чебаненко А.Д.                              |
| Мемориал «Шахтерам – Защитникам Донбасса»                                        | Донецк        | 2023 | Скульптор: Чебаненко А.Д.                              |
| Мемориал «Шахтерам – Защитникам Донбасса»                                        | Луганск       | 2023 | Скульптор: Чебаненко А.Д.                              |
| Бюст генерал-лейтенанту, профессору контрразведки Петру Васильевичу Федотову     | п.Кореиз      | 2023 | Скульптор: Чебаненко А.Д.                              |
| Мемориал генералу армии Дубынину Виктору Петровичу                               | Красноярск    | 2023 | Скульптор: Чебаненко А.Д.                              |
| Воинский мемориал павшим в войнах защитникам Отечества                           | д. Кузьминичи | 2023 | Скульптор: Чебаненко А.Д.                              |
| Памятник Фиделю Кастро                                                           | Москва        | 2022 | Скульптор: Чебаненко А.Д.                              |
| Памятник Михаилу Ефремову и воинам 33-й армии                                    | Москва        | 2022 | Скульптор: Чебаненко А.Д.                              |
| Памятник ученому и географу Юлию Михайловичу Шокальскому                         | Москва        | 2022 | Скульптор: Чебаненко А.Д.                              |
| Памятник Воину Освободителю                                                      | Пермь         | 2022 | Скульптор: Чебаненко А.Д.                              |
| Памятник Александру II                                                           | Челябинск     | 2022 | Скульпторы: Игорь Яворский и Константин Кубышкин       |
| Памятный знак – стела «300 лет прокуратуре России»                               | Хабаровск     | 2022 | Скульптор: Чебаненко А.Д.                              |
| Памятник Маршалу А.М. Василевскому                                               | Москва        | 2021 | Скульптор: Чебаненко А.Д., Архитектор:Василевский И.А. |
| Скульптурно-архитектурная композиция Леониду Кудрявцеву                          | Воронеж       | 2021 | Скульптор: Чебаненко А.Д.                              |
| Триумфальная Арка «Ворота в Азию»                                                | Кяхта         | 2020 | Скульптор: Чебаненко А.Д.                              |
| Памятник Ветерану Великой Отечественной войны                                    | Курск         | 2020 | Скульптор: Чебаненко А.Д.                              |
| Памятник «Портовикам Новороссийска»                                              | Новоросийск   | 2018 | Скульптор: Константин Кубышкин                         |

## Премии и награды
- Благодарственное письмо председателя верховного совета Республики Хакасия за создание памятника выдающему ученому, востоковеду, исследователю истории и археологии Л.Р. Кызласову(2024 г);[48]
- Медаль Челябинской Епархии Русской Православной Церкви «За благие труды в Челябинской Русской Православной Церкви» I степени за создание памятника Александру II(2024 г);[49]
- Благодарственное письмо губернатора Калужской области за создание памятника «Воинам – участникам СВО»(2024 г)[50]
- Лауреат Государственной премии Российской Федерации имени Маршала Советского Союза Г.К. Жукова (2023 г);[14][51][52]
- Медаль ордена «За заслуги перед Отечеством» II степени (2023 г);[53]
- Грамота «За взаимодействие с органами военной прокуратуры при создании памятника, посвященного 300-й годовщине образования прокураторы России»;[54]
- Грамота и благодарность за создание памятника Кудрявцеву Л.Д. в г. Воронеж (2021 г);[55]
- Памятный знак «За Труды и Отечество» (2020 г);[56]
- Грамота и благодарность главы республики Бурятии «За создание архитектурного памятника исследователям и первооткрывателям Центральной Азии «Ворота в Азию» в Кяхтинском районе республики Бурятия» (2020 г);[57]
- Грамота и благодарность Председателя городской думы муниципального образования и главы муниципального образования город Новороссийск «За создание памятного знака «Портовикам Новороссийска» (2018 г).[58]

## Галерея работ

Памятник «Крестителю Карел» (Сортавала, 2024 г.)
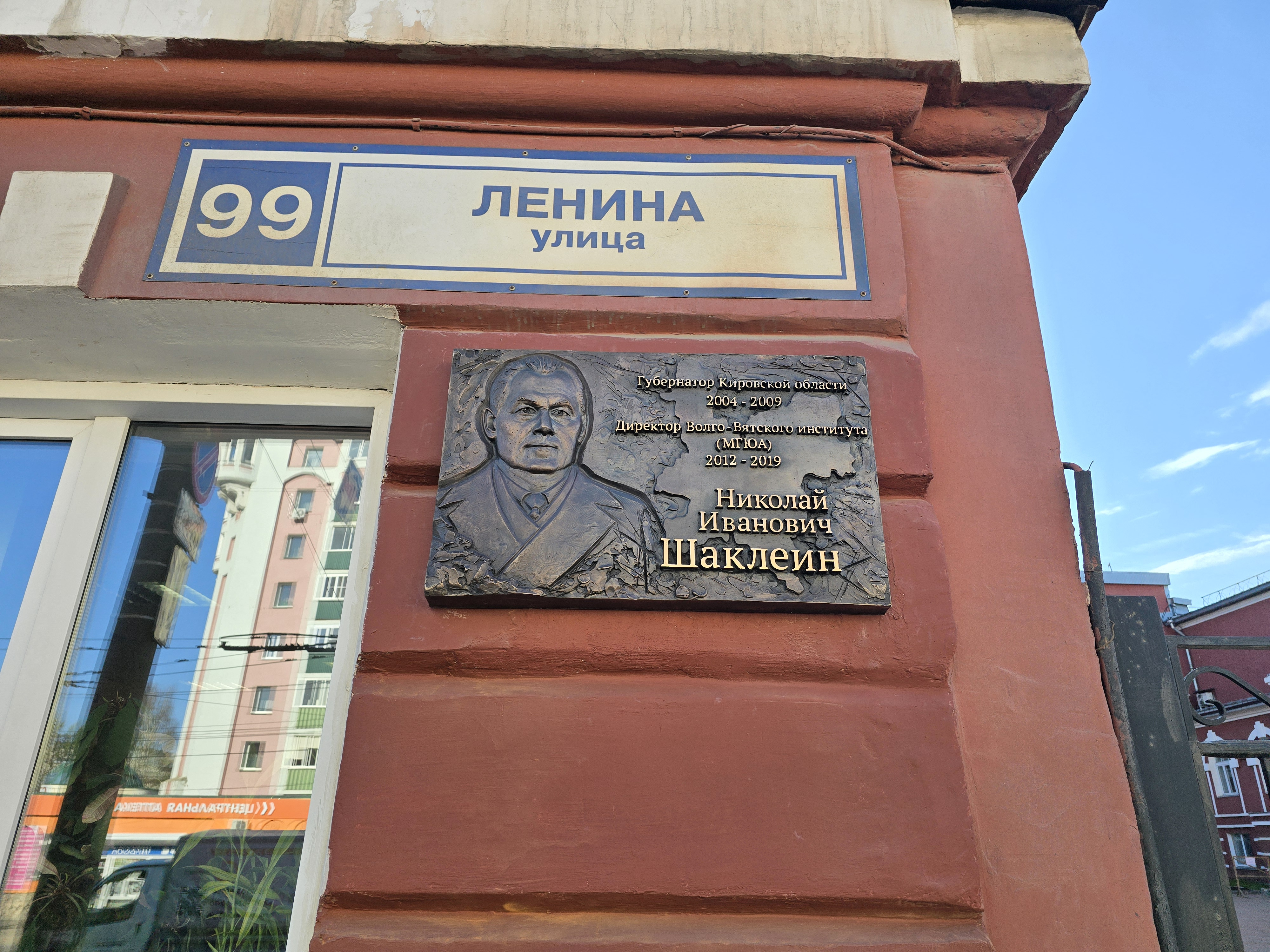
Мемориальная доска Николаю Ивановичу Шаклеину (Киров, 2024 г.)
Памятник ученому, востоковеду, исследователю истории и археологии Л.Р. Кызласову (Абакан, 2024 г.)
Памятник «Воинам – участникам СВО» (д. Кузьминичи, 2024 г.)
Архитектурно-скульптурная композиция «Подвигу женщин» (Парк Патриот, 2024 г.)
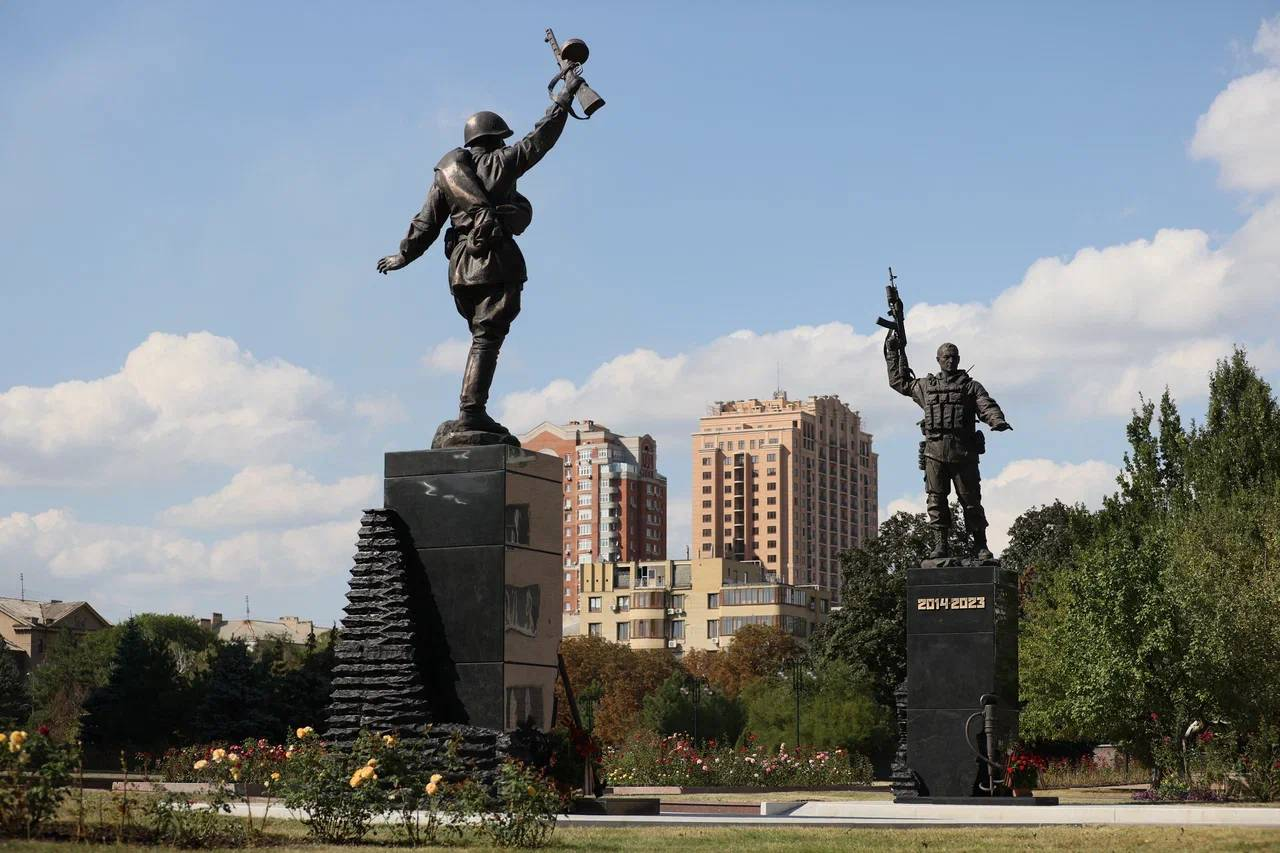
Памятник «Шахтерам – Защитникам Донбасса» (Донецк, 2023 г.)
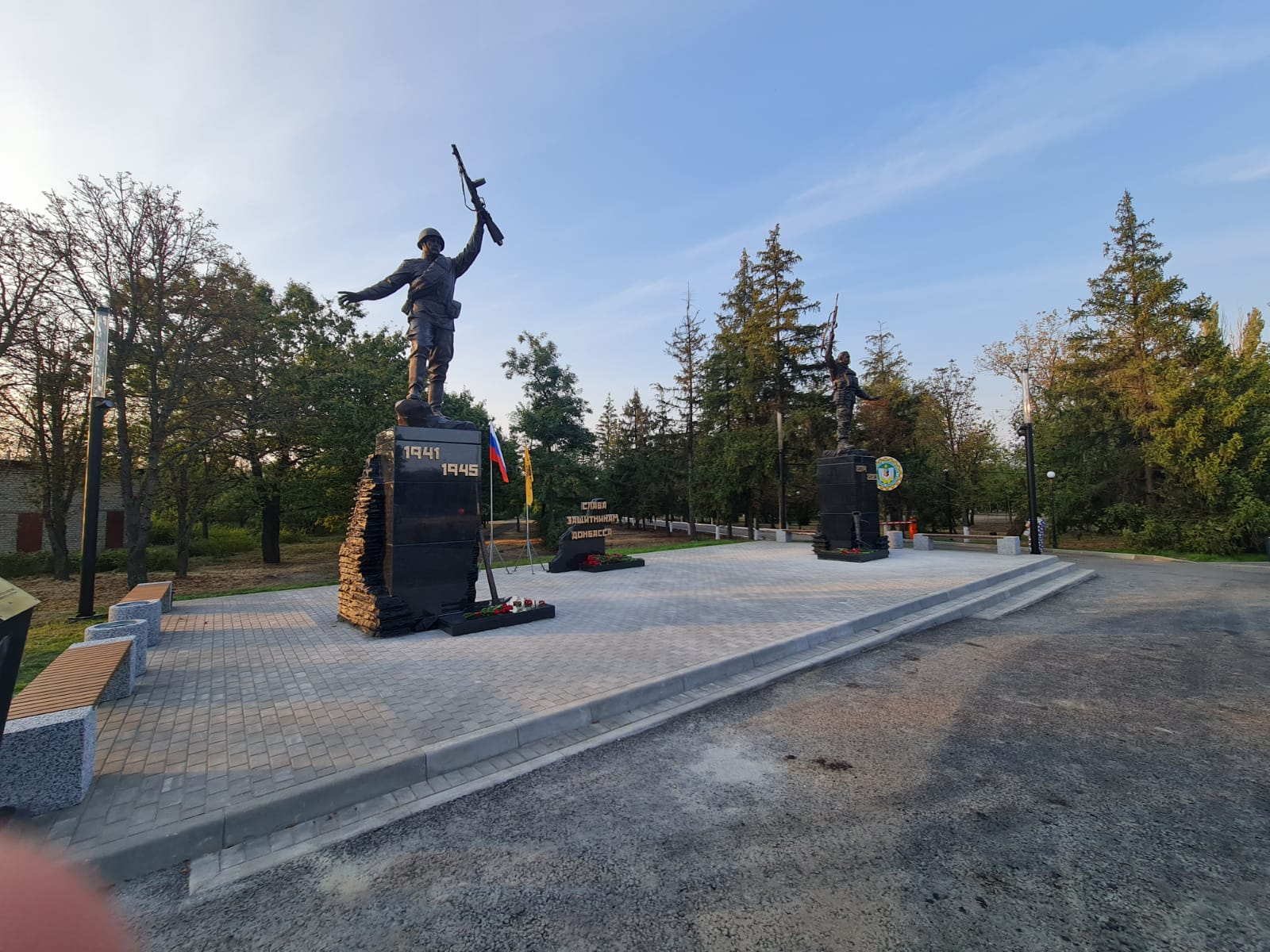
Памятник «Шахтерам – Защитникам Донбасса» (Луганск, 2023 г.)
Бюст генерал-лейтенанту, профессору контрразведки Петру Васильевичу Федотову (п.Кореиз, 2023 г.)
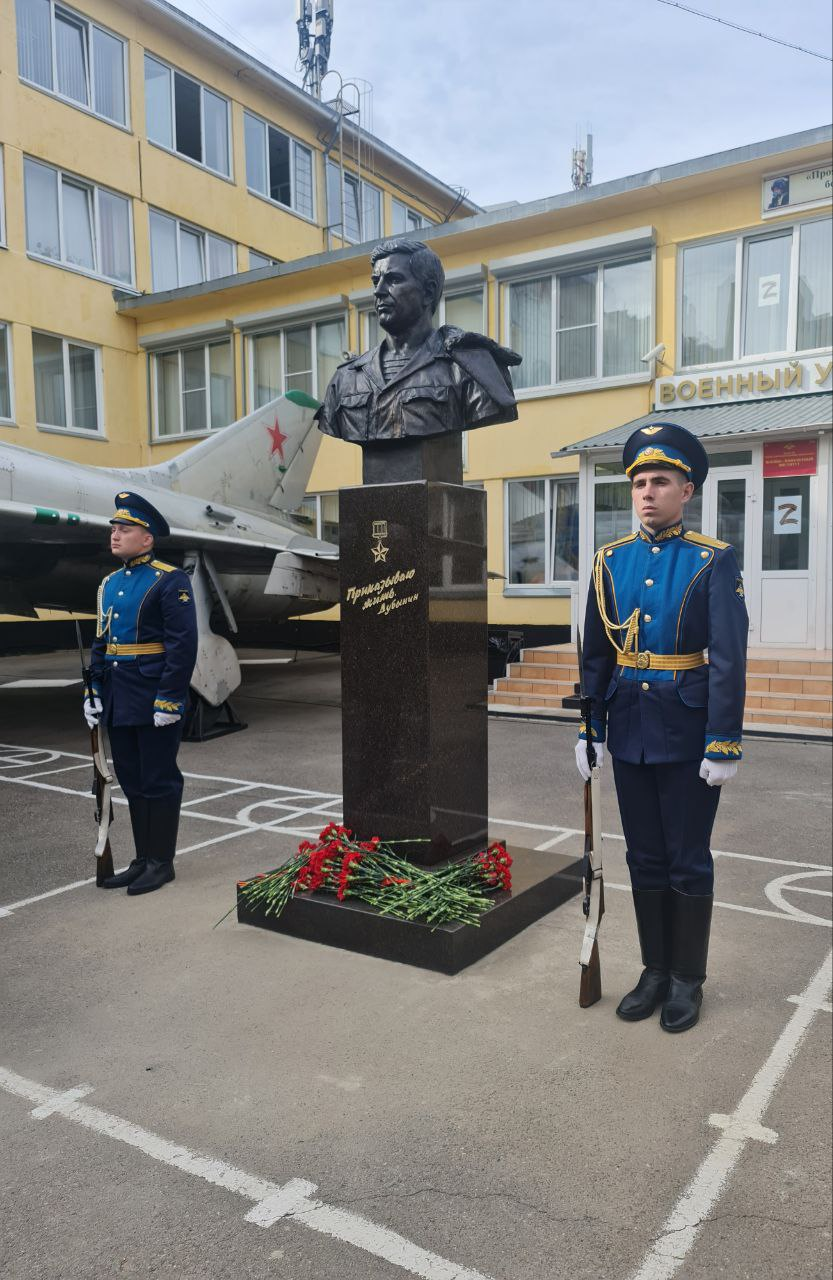
Мемориал генералу армии Дубынину В.П.(Красноярск, 2023 г.)
Воинам защитникам Калужской земли (д. Кузьминичи, 2023 г.)
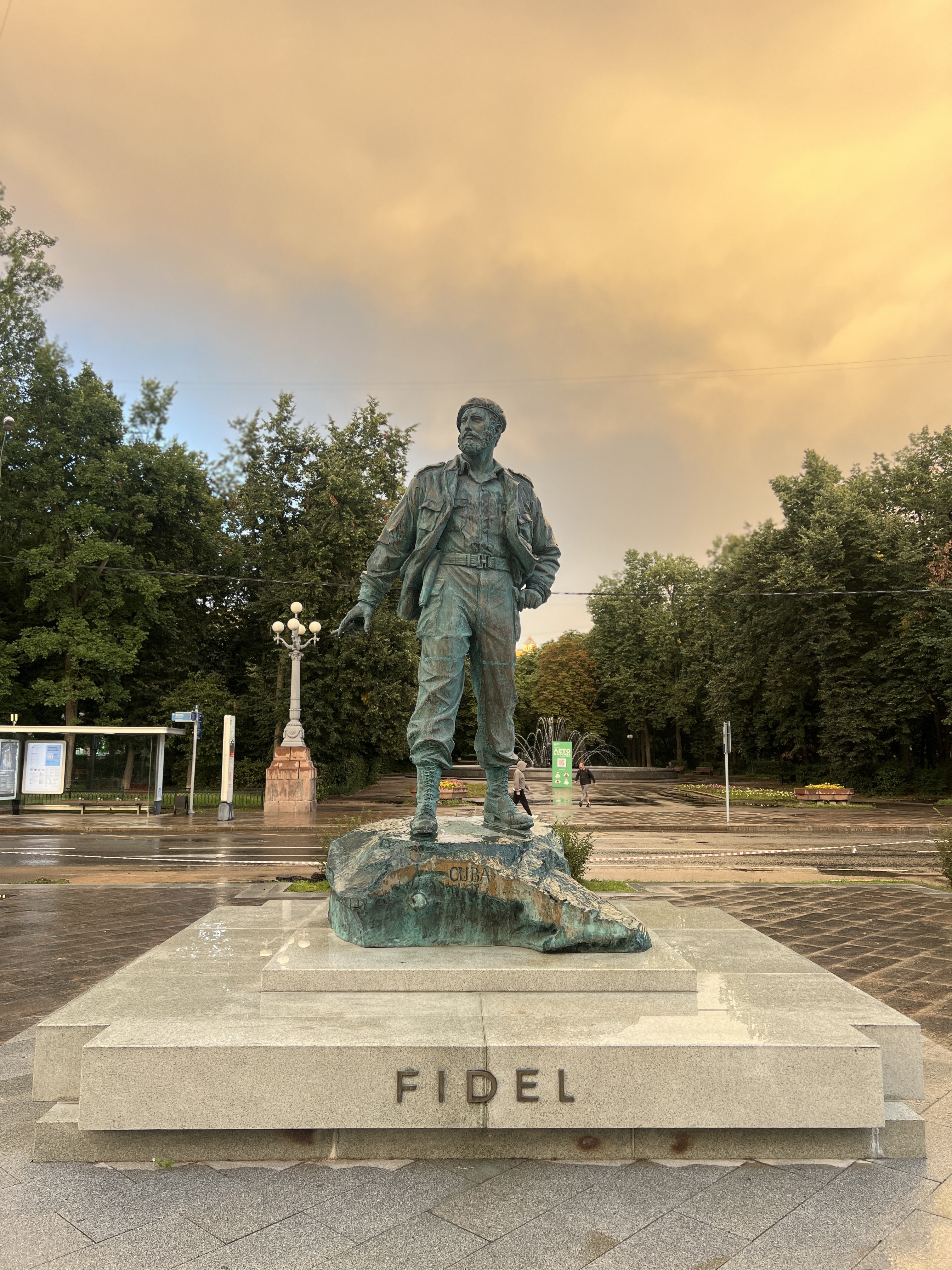
Памятник Фиделю Кастро (Москва, 2022 г.)
Памятник Михаилу Ефремову и воинам 33-й армии (Москва, 2022 г.)
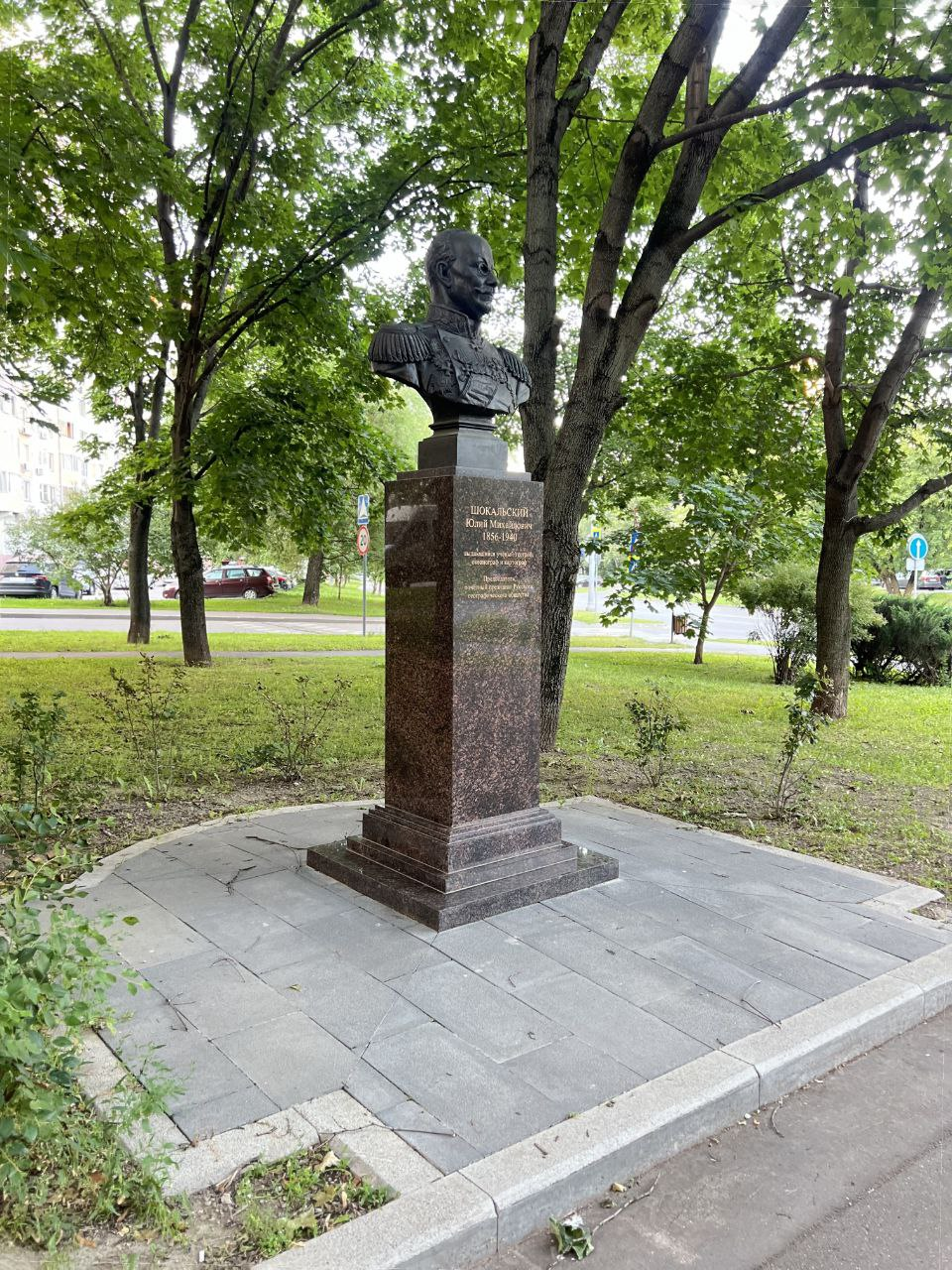
Памятник ученому и географу Шокальскому Ю.М. (Москва, 2022 г.)
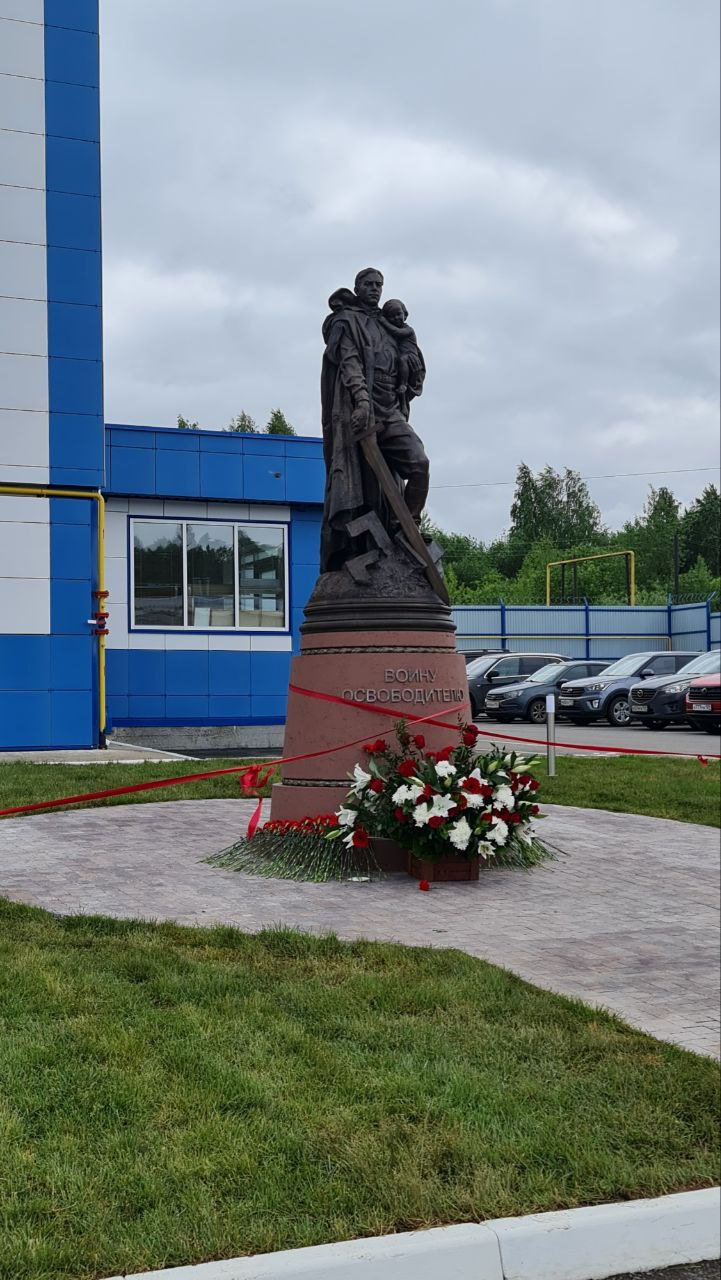
Памятник Воину Освободителю (Пермь, 2022 г.)
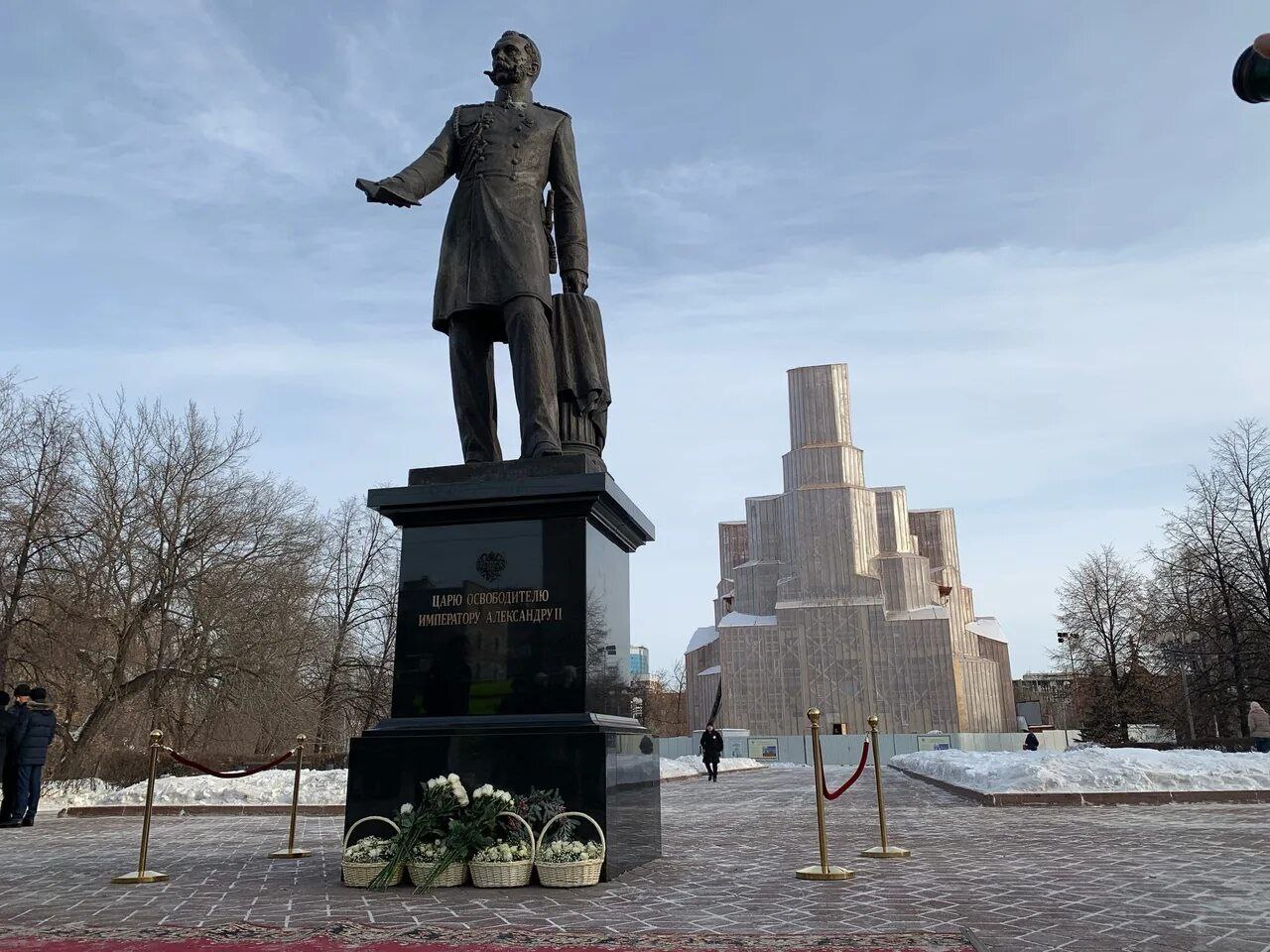
Памятник Александру II (Челябинск, 2022 г.)
Памятный знак – стела «300 лет прокуратуре России» (Хабаровск, 2022 г.)
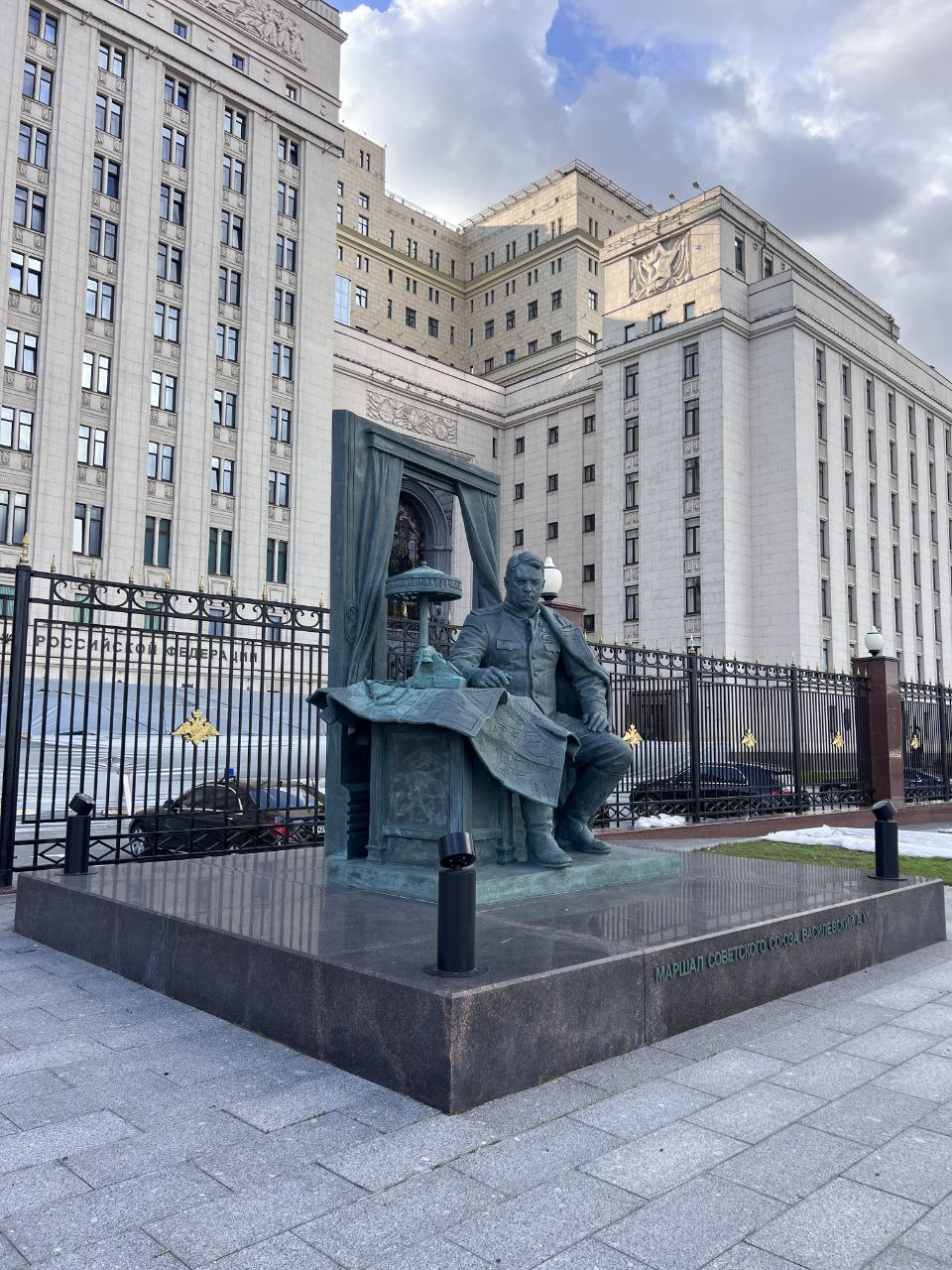
Памятник Маршалу Василевскому А.М.(Москва, 2021 г.)
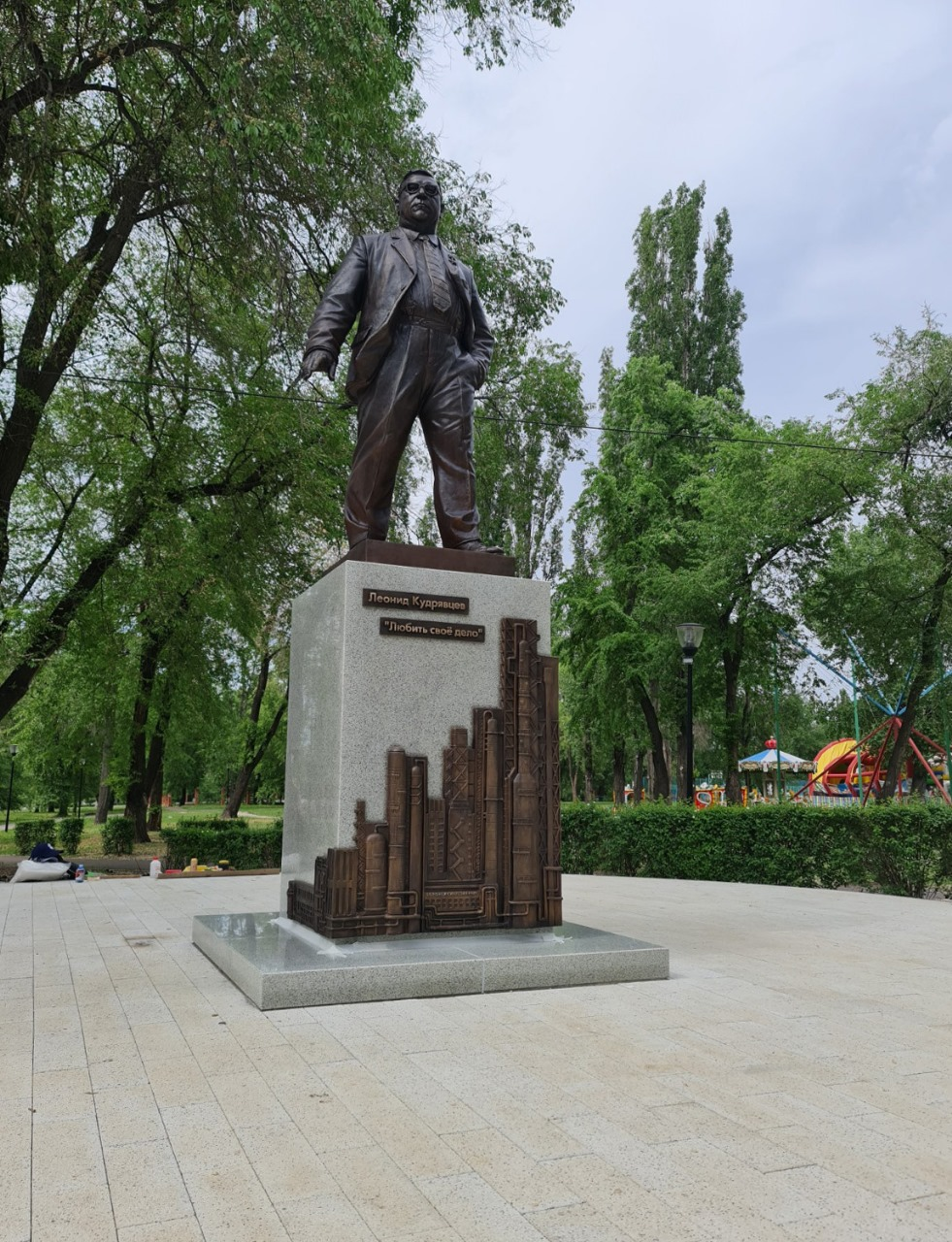
Композиция Леониду Кудрявцеву (Воронеж, 2021 г.)
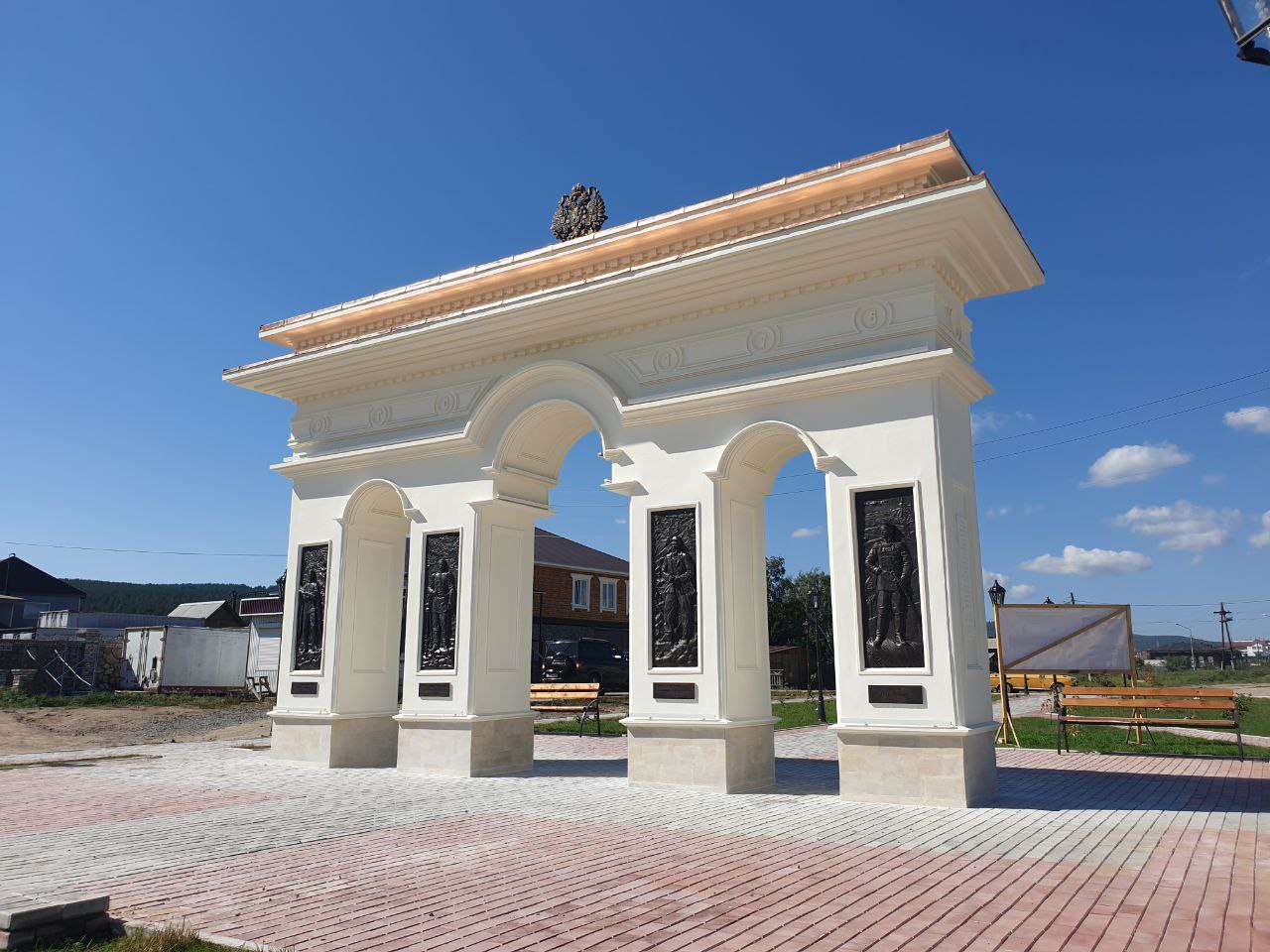
Триумфальная Арка «Ворота в Азию» (Кяхта, 2020 г.)
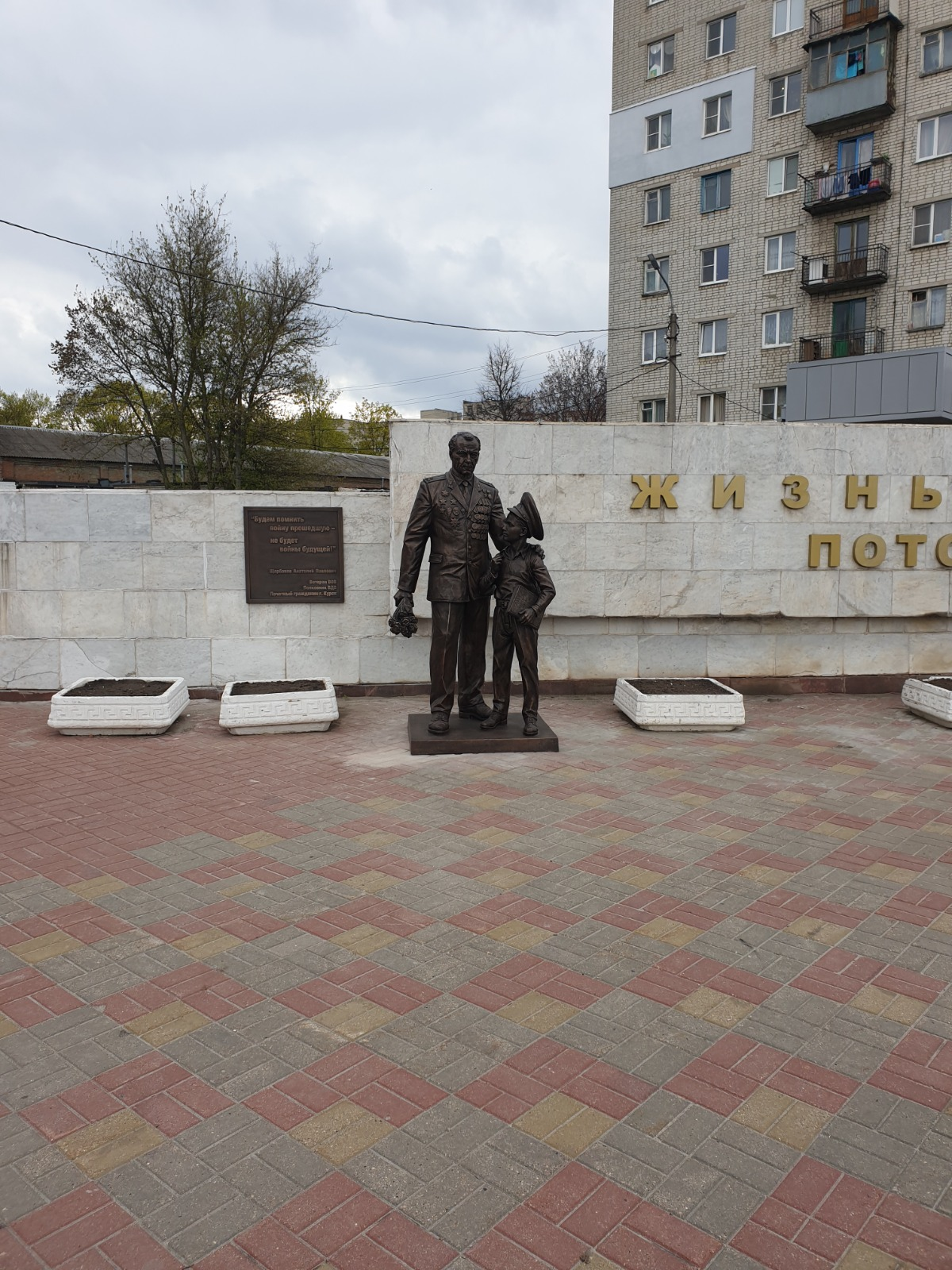
Памятник Ветерану Великой Отечественной войны (Курск, 2020 г.)
Памятник «Портовикам Новороссийска» (Новороссийск, 2018 г.)